# Vodní mlýn v Dolní Sytové
Vodní mlýn v Dolní Sytové v okrese Semily je vodní mlýn, který stojí asi 800 metrů severovýchodně od loukovského kostela na řece Jizera. Od roku 2000 je chráněn jako nemovitá kulturní památka České republiky.

## Historie
Mlýn byl postaven roku 1791; tento rok je uveden na překladu portálu vstupu.
Přilehlá roubená budova byla později zbořena a některé hospodářské budovy a pozemky odprodány; turbínu odvezl majitel do šrotu.

## Popis
Ze mlýna se dochovala mansardová střecha s polovalbami a některé kamenické prvky, například epigraficky zdobený portál.
Voda na vodní kolo vedla 800 metrů dlouhým náhonem.